# Schronisko w Starym Łomiku
Schronisko w Starym Łomiku – schronisko w grupie Pomorskich Skał po północno-zachodniej stronie Olkusza w województwie małopolskim, w powiecie olkuskim. Znajduje się po wschodniej stronie ulicy Długiej w należącym do Olkusza osiedlu Pomorzany, na Wyżynie Olkuskiej będącej częścią Wyżyny Krakowsko-Częstochowskiej.
Schronisko znajduje się przy pozostałościach nieczynnego kamieniołomu u podstawy bezimiennej, najniższej i najdalej na zachód wysuniętej skałki Pomorskich Skał. Ma otwór o ekspozycji południowo-zachodniej, przykryty niewielkim okapem. Za otworem ciasny i stromo opadający korytarzyk. Na jego dnie bardzo ciasna, prostopadła do korytarzyka szczelina sięgająca na głębokość 1,9 m. W odległości około 1,5 m od dna krzyżuje się ona z inną, również bardzo ciasną szczeliną.
Schronisko powstało w płytowych wapieniach z jury późnej. Ma pochodzenie tektoniczne, utworzyło się na ciosowej szczelinie wskutek odspojenia skalnych bloków między ławicami wapienia. Skała zbudowana jest z warstw wapienia ławicowego i skalistego – warstwy te widoczne są w skarpie kamieniołomu. W stropie odstają spore głazy mogące odpaść. Rozproszone światło słoneczne dociera na głębokość około 2 m. Schronisko nie ma własnego mikroklimatu ani nacieków jaskiniowych.

## Historia eksploracji i dokumentacji
Na skarpie ze schroniskiem wydobywano dawniej dla celów gospodarczych niewielkie ilości skalistego wapienia. Schronisko nie było wzmiankowane w literaturze. Na zlecenie Zarządu Zespołu Jurajskich Parków Krajobrazowych woj. katowickiego w listopadzie 1988 r. zmierzyli go i opisali A. Polonius i J. Sławiński. Plan opracował A. Polonius.

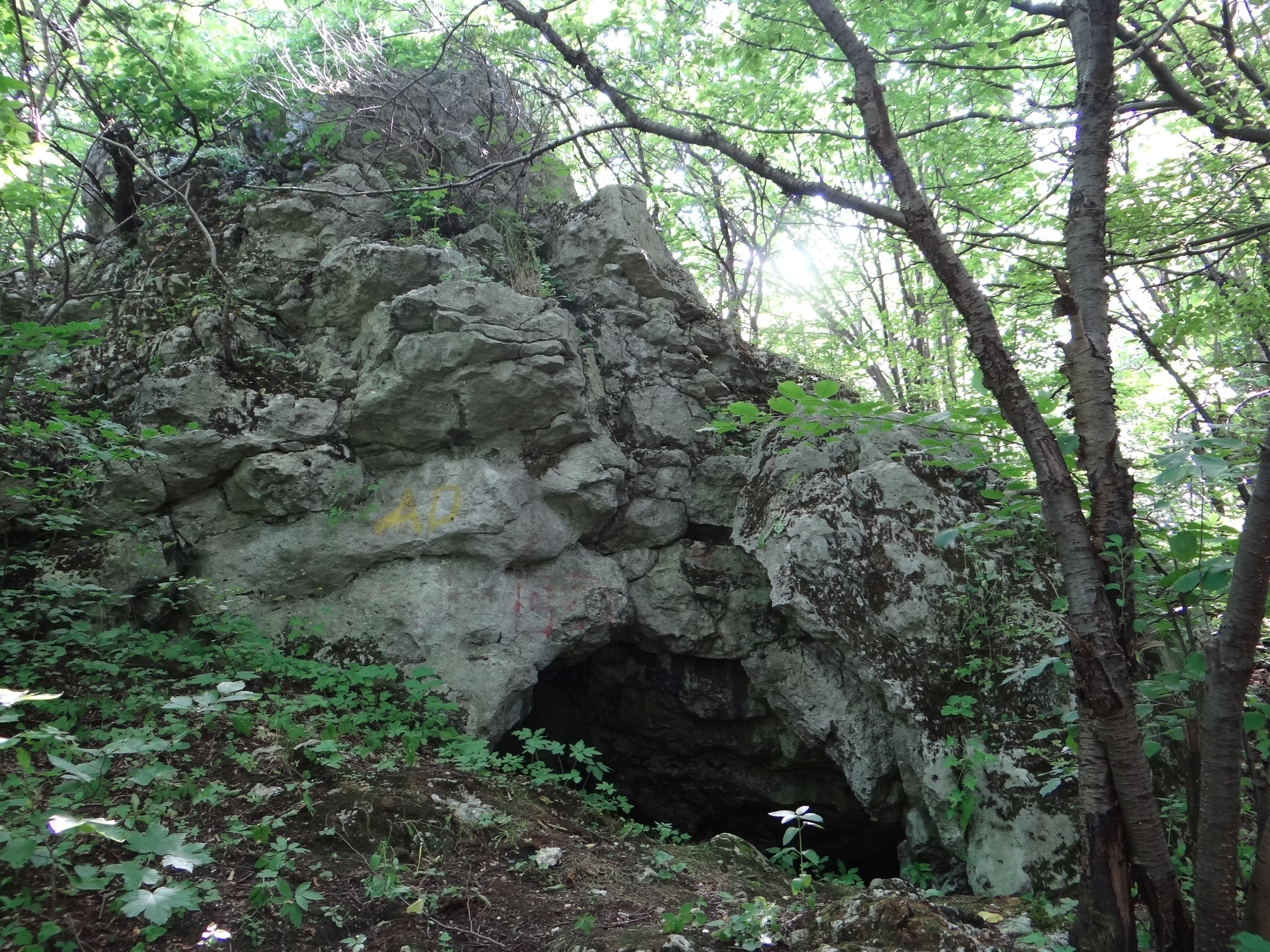
Otwór schroniska
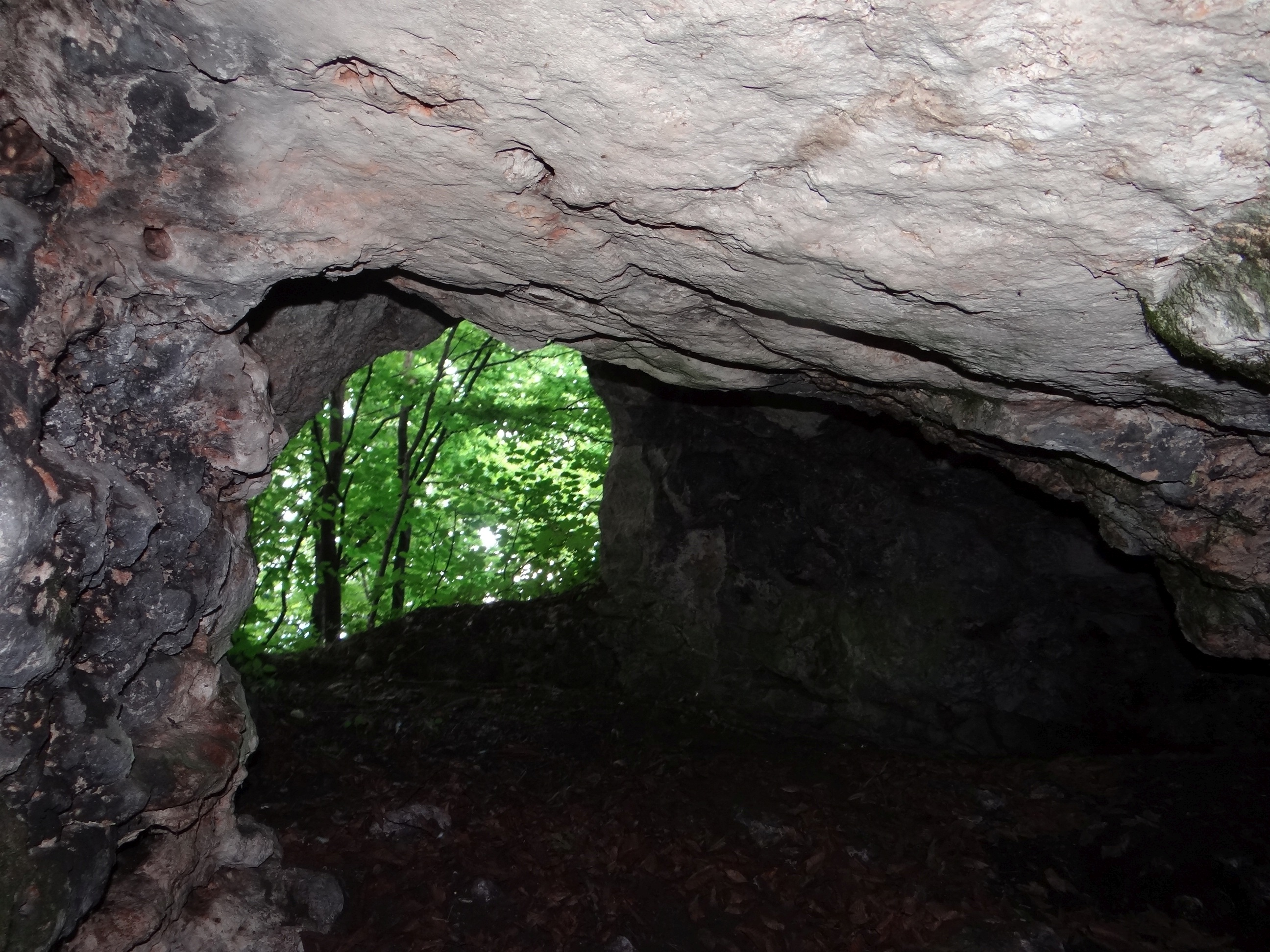
Widok z korytarzyka schroniska